# Moerasduiveltje
Het moerasduiveltje (Nascia cilialis) is een vlinder uit de familie grasmotten (Crambidae). De wetenschappelijke naam is, als Pyralis cilialis, voor het eerst geldig gepubliceerd in 1796 door Jacob Hübner.
De soort komt voor in Europa.

## Ondersoorten
- Nascia cilialis cilialis
- Nascia cilialis christophi Munroe & Mutuura, 1968[1]
  - holotype: "male. 30.VII.1910. leg. E. Borsow"
  - instituut: BMNH. Londen, Engeland
  - typelocatie: "Russia, Chabarovsk, Ussuri Railway"
- Nascia cilialis kumatai Munroe & Mutuura, 1968[1]
  - holotype: "male. 23.VII.1965. leg. T. Nakajima, T. Kumata et al. Type No. 9665"
  - instituut: CNC, Ottawa, Canada
  - typelocatie: "Hokkaido, Hokkaido, Sarobetu"